# Roguelike

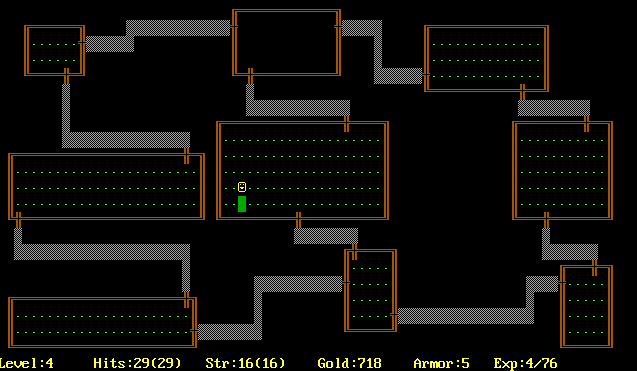
Een schermafdruk van het spel Rogue uit 1980.

Roguelike (uitspraak rook-laaik, in het Nederlands Rogue-achtig) is een stijl van computerrollenspellen (RPG's) die worden gekenmerkt door de speelstijl van een dungeon crawler, ofwel het doorlopen van een doolhofachtige spelomgeving. Deze spellen worden roguelike genoemd omdat hun structuur, stijl en gameplay gebaseerd zijn op het computerspel Rogue (1980), dat de inspiratie was voor veel op dat spel gebaseerde vervolgdelen.

## Definitie
Over een exacte definitie van de stijl verschilt men van mening in de spelersgemeenschap. In 2008 werd een concept opgesteld met factoren die de "echte" roguelike-spellen onderscheiden van anderen. Daarnaast wordt ook wel de term roguelite gebruikt voor spellen die sterk leunen tegen deze speelstijl.

## Kenmerken
In roguelike-spellen kan de speler zijn personage aanpassen door het kiezen van een klasse en vaardigheidspunten. De speler begint vervolgens aan het begin van het doolhof en moet hier zijn weg zien te vinden. Onderweg zijn eenvoudige wapens, schilden, fakkels en voedsel te vinden. Ook kan de speler schatkisten openen voor nieuwe wapens, magische drankjes en munten.

## Voorbeelden
- Darkest Dungeon
- Diablo
- Dwarf Fortress
- FTL: Faster Than Light
- NetHack
- Returnal
- Fate
- The Binding of Isaac